# Eating Out 2: Sloppy Seconds
Eating Out 2: Sloppy Seconds is een Amerikaanse komedie uit 2006 geregisseerd door Phillip J. Bartell. Het is de tweede film uit de Eating Out-filmreeks. Hoofdrollen worden gespeeld door Jim Verraros, Rebekah Kochan en Emily Brooke Hands. Ryan Carnes vervangt Brett Chukerman in de rol van Marc.

## Plot
Kyle en Marc verbreken hun relatie. Kyle is van mening dat Marc te veel flirt met andere mannen. Marc vindt dat Kyle geen sociaal leven heeft.
Tiffani, Gwen en Kyle volgen les in de tekenacademie en worden prompt verliefd op naaktmodel Troy, een knappe boerenjongen uit de Illinoise stad Troy. Troy geeft toe zowel gemeenschap te hebben gehad met vrouwen als mannen, maar wil niet zeggen of hij nu hetero-, homo- of biseksueel is. Kyle en Gwen zetten dan een plan op: als Kyle zich voordoet als ex-homoseksueel die nu een relatie heeft met Tiffani, dan kunnen ze Troy wellicht verleiden voor een trio. Verder neemt Kyle Troy mee naar een bijeenkomst van "ex-gay ministry", een hulpgroep geleid door Jacob om andersgeaarden te bekeren tot heteroseksueel.
Marc merkt op dat Kyle een oogje heeft op Troy en tracht Troy zelf te verleiden wat hem lukt, maar wanneer Marc Troy moet bevredigen, krijgt hij wroeging omdat hij inziet nog van Kyle te houden. Troy overhoort een gesprek tussen Gwen en Marc en achterhaalt zo het plan van Kyle en Tiffani.
Daarop gaat Troy naar Tiffani en Kyle met de melding dat hij een trio wil, maar dat Kyle eerst Tiffani moet beffen wat Kyle met walging uitvoert. Gwen en Marc, die dit stiekem volgden via een vensterraam, stormen het huis binnen waarop Troy hen allen verwijt te seksbelust te zijn. Hij maakt voor zichzelf uit biseksueel te zijn waarop de anderen initieel antwoorden dat dat niet bestaat. Kyle geeft toe dat hij zijn relatie met Marc omwille van de verkeerde redenen verbrak.
Ondertussen is bekend dat Jacob stiekem gemeenschap heeft met andere mannen. Op de dag dat Jacob een persconferentie heeft over zijn groepering, overhalen Kyle en zijn vrienden Octavio - een ander lid van de hulpgroep - om Jacob te verleiden en gemeenschap te hebben in een mobiele toiletcabine. Deze wordt vervolgens binnengereden in de zaal. Jacobs moeder opent de deur net op het ogenblik dat Jacob klaarkomt waarop hij haar besproeit met zijn sperma. Daarop geeft hij toe homoseksueel te zijn en vertrekt daarop met Octavio. Troy wordt verliefd op Tiffani en ze starten een relatie. Marc en Kyle herstarten ook hun relatie. Gwen start een experimentele relatie met een vrouw.

## Rolverdeling
| Acteur             | Personage             |
| ------------------ | --------------------- |
| Jim Verraros       | Kyle                  |
| Emily Brooke Hands | Gwen Anderson         |
| Rebekah Kochan     | Tiffani von der Sloot |
| Brett Chukerman    | Marc Everhard         |
| Marco Dapper       | Troy                  |
| Scott Vickaryous   | Jacob                 |
| Mink Stole         | Helen                 |
| Adrián Quiñonez    | Octavio               |
| Jessie Gold        | Violet Müfdaver       |
| Joseph Morales     | Derek                 |